# Scherlenheim

Scherlenheim este o comună în departamentul Bas-Rhin, Franța. În 1 ianuarie 2022 avea o populație de 114 de locuitori.